# Єспер Крістіансен
Єспер Крістіансен (дан. Jesper Christiansen, нар. 24 квітня 1978, Роскілле) — данський футболіст, воротар клубу «Веннсюссель». Найкращий воротар Данії 2005, 2006 та 2007 років.
Виступав, зокрема, за клуби «Рейнджерс» та «Копенгаген», а також національну збірну Данії, у складі якої був учасником двох чемпіонатів світу.

## Клубна кар'єра
Вихованець юнацьких команд футбольних клубів Borup IF та Ringsted IF. На дорослому рівні розпочав грати в нижчолігових клубах «Роскілле» та «Ельстюкке», з якого потрапив до вищолігового «Оденсе».
У віці 22 років слідом за своїм другом Петером Левенкрансом перейшов в шотландський «Рейнджерс», однак не зумівши пробитися в основний склад шотландського гранда здавався в оренду у клуби «Вайле» та «Вольфсбург».
У 2004 році Єспер повернувся в Данію, де став основним воротарем «Віборга», а потім виступав у найсильнішому клубі країни «Копенгаген», з яким виграв низку національних трофеїв, при цьому він тричі поспіль визнався кращим воротарем Данії. У серпні 2009 року отримав травму і після цього перестав бути основним воротарем «Копенгагена», поступившись місцем у воротах Юхану Виланду.
2 липня 2010 року перейшов в шведський клуб «Ельфсборг», сума трансферу склала 670 тисяч євро, контракт розрахований до кінця 2013 року. Основною причиною переходу Крістіансен назвав брак ігрового часу в «Копенгагені». 2012 року повернувся на батьківщину, уклавши контракт з клубом «Оденсе».
З 2014 року став виступати за клуб другого за рівнем дивізіону «Веннсюссель». Відтоді встиг відіграти за нього 73 матчі в національному чемпіонаті.

## Виступи за збірну
Єспер Крістіансен був у складі національної збірної на чемпіонаті світу 2002 року в Японії і Південній Кореї, але жодного разу не вийшов на поле, дебют Крістіансена у збірній відбувся лише 2 червня 2005 року в матчі проти збірної Фінляндії.
Згодом у складі збірної був учасником чемпіонату світу 2010 року у ПАР, але знову був лише третім воротарем і на поле не вийшов. Всього провів у формі головної команди країни 15 матчів.

## Досягнення
- Чемпіон Данії:

«Копенгаген»: 2005—06, 2006—07, 2009—10
- Володар Кубка Данії:

«Копенгаген»: 2008—09
- Найкращий воротар Данії: 2005, 2006, 2007